# Somali-Wildesel
Der Somali-Wildesel (Equus asinus somaliensis, auch Equus africanus somaliensis oder Asinus africanus somaliensis) ist eine sehr stark bedrohte Unterart des Afrikanischen Esels (Equus asinus).

## Aussehen
Die Färbung des Fells des Somali-Wildesels variiert zwischen grau, gelblich oder rötlich. Auf dem Rücken entlang des Rückgrates haben sie einen schwarzen Aalstrich. Der Körperbau ist schlank und elegant. Die schwarzweißgestreiften Beine sind lang und schlank und mit harten Hufen versehen. Die Ohren sind zum Ende hin spitz zulaufend. Der Bauch ist weiß. Die Schulterhöhe der Tiere beträgt zwischen 110 und 140 Zentimeter. Die Länge des Schwanzes beträgt bis zu 42 Zentimeter. Das Gewicht der ausgewachsenen Einzeltiere beträgt zwischen 250 und 280 Kilogramm. Mit Hilfe ihres guten Gehörs erkennen sie die meisten Raubtiere schon aus größerer Distanz.

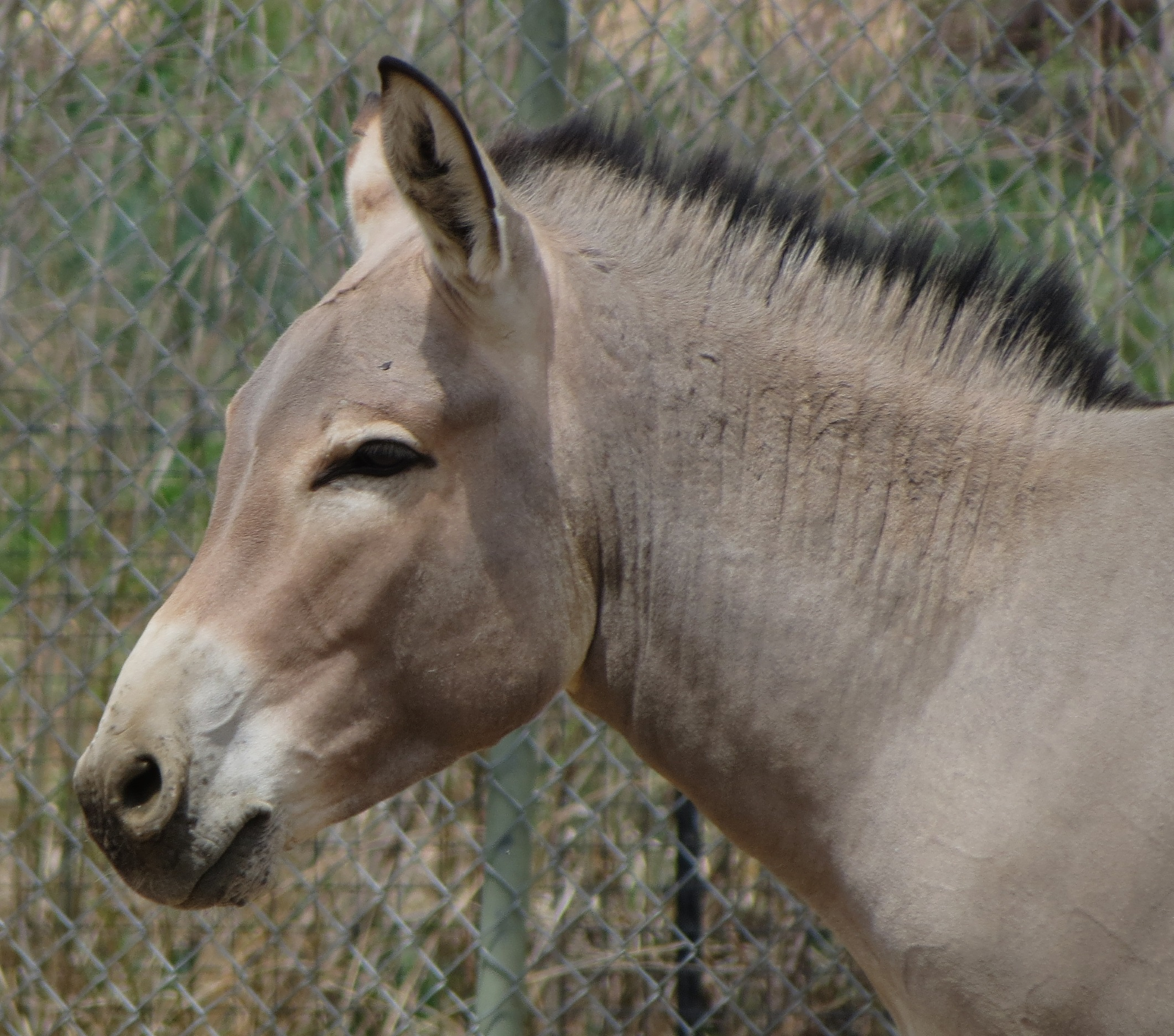
Kopf des Somali-Wildesels
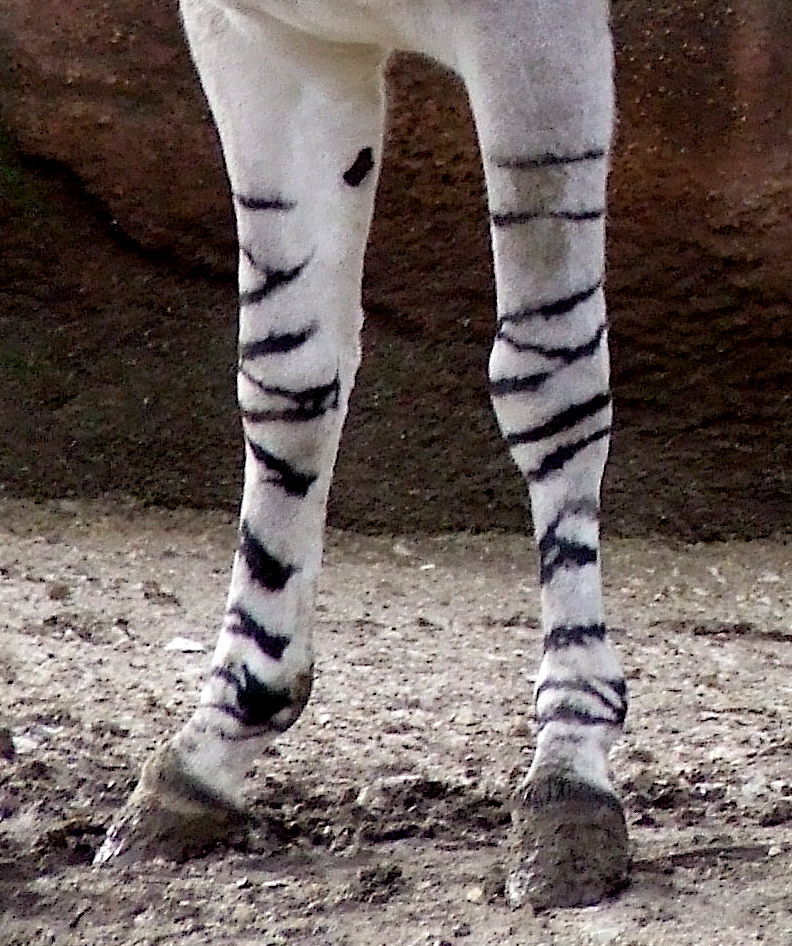
Die schwarzweißgestreiften Beine des Somali-Wildesels

## Verbreitung und Lebensraum
Der Somali-Wildesel kommt nur im westlichen Äthiopien und Somalia vor. Er bewohnt die dortigen felsigen Halbwüsten und Wüsten. In der Danakilebene kommt eine weitere Unterart, der Danakil-Esel
(Equus asinus taeniopus), vor. Es ist umstritten, ob es sich dabei um eine weitere Unterart handelt oder ob es Kreuzungen zwischen dem Somali-Wildesel und Hauseseln sind.

Danakil-Esel

## Lebensweise
Die Herden mit einer Individuenzahl von 10 bis 15 Tieren werden von einem dominanten Weibchen angeführt. Die männlichen Artgenossen leben außer in der Fortpflanzungsperiode als Einzelgänger. Diese scheuen Tiere streifen in ihrem festgelegten Territorium auf der Suche nach Nahrung und Wasser umher. Der Somali-Wildesel ernährt sich von dornigen und harten Gräsern, Knospen und Blättern von Sträuchern. Ihre natürlichen Feinde, vor allem Großkatzen, erbeuten sie meist an oder in der Nähe von Wasserlöchern, welche sie zum Trinken in regelmäßigen Abständen aufsuchen müssen. Ihr einziger Schutz ist die schnelle Flucht. Die Lebenserwartung beträgt zwischen 20 und 40 Jahren.

## Fortpflanzung

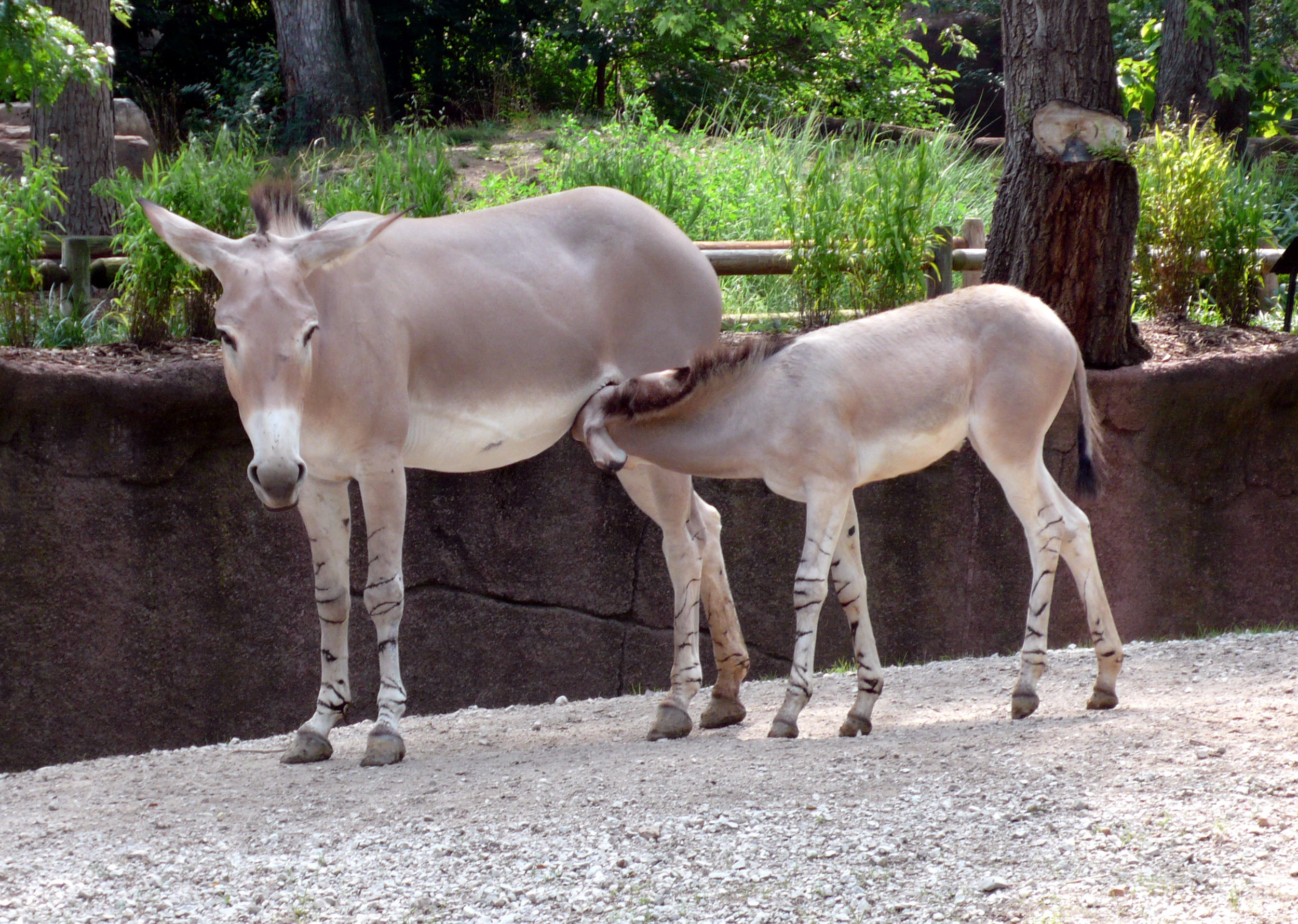
Säugender Somali-Wildesel

Die Tragzeit beträgt 12 Monate. Es wird in der Regel nur ein Jungtier geboren, dieses kann nur eine Stunde nach der Geburt bereits mit der Herde weiterziehen. Die Laktationsperiode beträgt ca. 1 Jahr. Feste Nahrung nimmt das Jungtier schon im Alter von 2 Monaten zu sich. Die Geschlechtsreife erreicht der Somali-Wildesel im Alter von 3 bis 4 Jahren.

## Gefährdung und Schutz

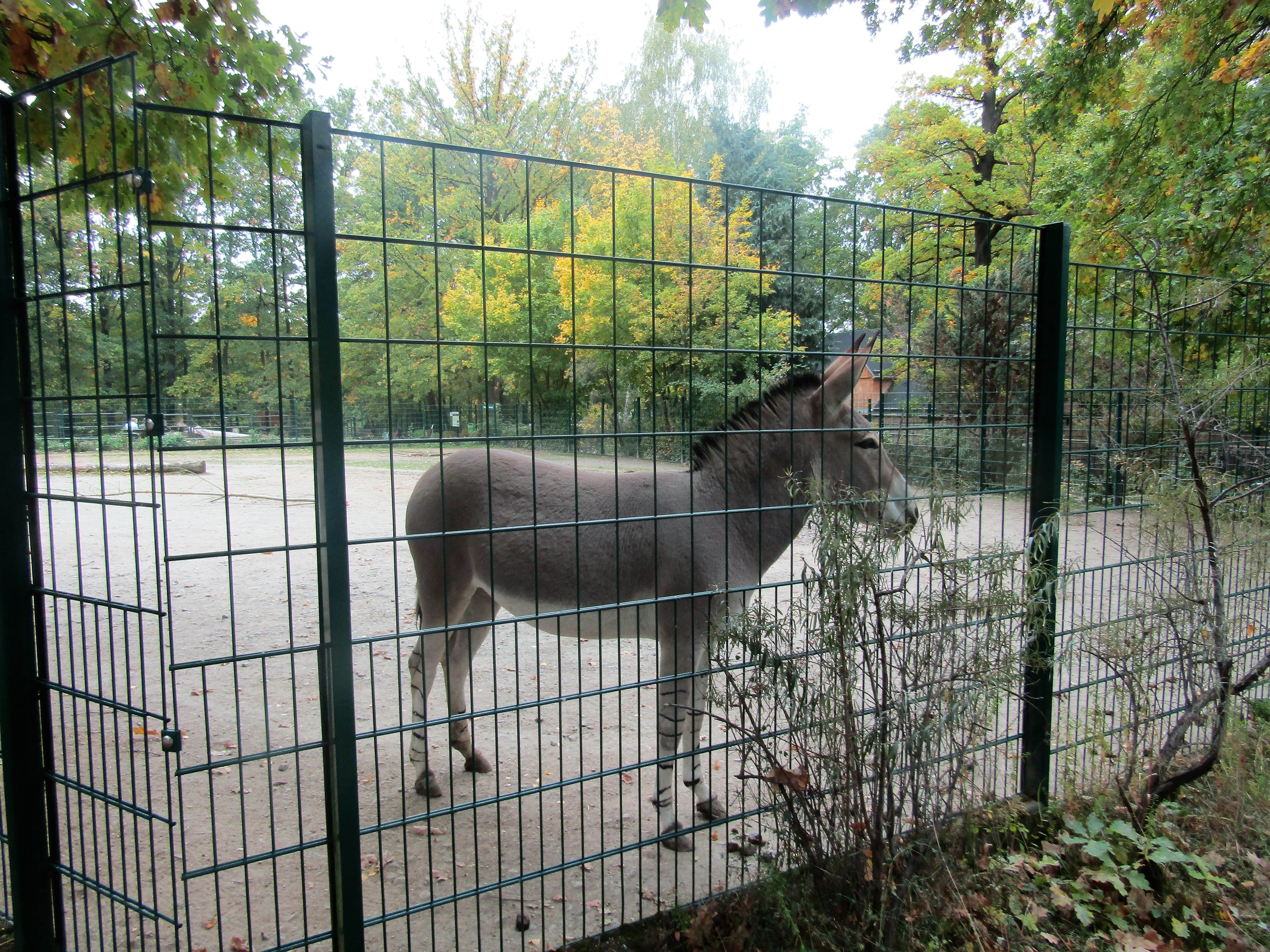
Somali-Wildesel im Tierpark Chemnitz

Der Mensch jagt den Somali-Wildesel wegen seines Fleisches und Fells. Seit den 1970er Jahren wird diese Art immer seltener in ihrem natürlichen Lebensraum beobachtet. Der Weltbestand betrug im Jahre 1970 ca. 1500 wildlebende Exemplare. Die Gründe dafür sind Dürren, Kriege und die Paarung mit Hauseseln. Die Erstzucht in Zoos erfolgte im Jahre 1970 im Zoo Basel. Diese Art wird heutzutage in zoologischen Anlagen wie dem Tierpark Chemnitz, Zoo Liberec und anderen gehalten und erfolgreich nachgezüchtet.